# Daniel Franco
Daniel Alejandro Franco (Granadero Baigorria, Argentina, 15 de julio de 1991) es un futbolista argentino. Juega como defensa central y su equipo actual es el Club Atlético Grau de la Liga 1 del Perú.

## Biografía

### Argentinos Juniors
Se inició en las inferiores de Argentinos Juniors, club en el que vinculó en 2009. Luego pasó por años en el plantel de reserva, sin tener oportunidad de ascender al plantel principal. El entrenador Gabriel Schürrer lo tuvo a finales del 2012 entrenando con el plantel profesional, sin embargo, al tener los cupos de centrales llenos, decide por cederlo a préstamo.
Debido a su nula participación en el plantel fue enviado a Almagro, de la Primera B Metropolitana, en donde sumó minutos y experiencia. Además, compartió la zaga central con Richard Schunke.
Posteriormente formó parte importante del plantel de Los Andes que logró el ascenso a la Primera B Nacional en 2014.
Luego pasó por San Martín de San Juan a pedido de Carlos Mayor quien lo tuvo en Almagro. Sin embargo, no tuvo continuidad en el verdinegro.
Luego pasó por Brown de Adrogué, donde jugó más minutos.
A mediados de 2017 fue transferido al Sud América, de la máxima categoría uruguaya, que era dirigido por su compatriota Damián Timpani. En el equipo naranjita jugó 13 partidos y anotó un gol.
A comienzos de 2018, Daniel se convirtió en una nueva incorporación de Provincial Curicó Unido de la Primera División chilena, donde jugó 2 temporadas y dejó muy buenas impresiones en el fútbol chileno debido a su juego y regularidad.

### Oriente Petrolero
A finales del 2019 tenía todo arreglado para ser nuevo jugador de Deportes Iquique, pero por un tema económico no se pudo dar el fichaje. Luego el 7 de enero ficha por Oriente Petrolero, uno de los equipos más tradicionales de Bolivia. Llegó a jugar la Copa Sudamericana 2020 frente a Vasco da Gama, aquel mismo año tuvo una temporada buena, logrando su renovación por todo el 2021 y también ser capitán del equipo. Fue dirigido Erwin Sánchez. 
El 4 de enero de 2022 fue oficializado como nuevo refuerzo del recién ascendido Atlético Grau.Tuvo una buena temporada por lo que fue tentado por Universitario de Deportes.Finalmente, la propuesta no prosperó y los cremas ficharon a Matías Di Benedetto. Logra clasificar a la Copa Sudamericana 2025.

## Clubes
| Club                   | País      | Año           | PJ | Goles |
| ---------------------- | --------- | ------------- | -- | ----- |
| Argentinos Juniors     | Argentina | 2009 - 2012   | -  | -     |
| Almagro                | Argentina | 2013          | 24 | 3     |
| Los Andes              | Argentina | 2013 - 2014   | 58 | 2     |
| San Martín de San Juan | Argentina | 2015 - 2016   | 7  | 0     |
| Brown de Adrogué       | Argentina | 2017          | 18 | 2     |
| Sud América            | Uruguay   | 2017          | 13 | 1     |
| Curicó Unido           | Chile     | 2018-2019     | 44 | 0     |
| Oriente Petrolero      | Bolivia   | 2020-2021     | 44 | 0     |
| Atlético Grau          | Perú      | 2022-presente | 85 | 3     |